# Viadana (feu imperial)
Viadana fou un feu imperial de Llombardia, cedit per l'emperador a Sopramonte Cavalcabò el 1158, amb el títol de marquès; el feu li fou confirmat el 1196. La família Cavalcabò va posseir el feu fins al 1416. El 1322 va passar a ser un feu de Milà i el 1416 fou confiscat pels Gonzaga, senyors de Milà. Foren marquesos de Viadana:
- Sopramonte 1156-vers 1200
- Corrado I vers 1200-1222
- Cavalcabò 1222-vers 1235
- Corrado II vers 1235-1276
- Guglielmo vers 1235-? (associat)
- Carlo 1276-vers 1297
- Ugolino vers 1297-vers 1300
- Guglielmo senyor de Cremona vers 1300-1312
- Giacomo 1312-1322
- Marsiglio 1322-1404 compartit amb altres (des 1322 Viadana passa a ser feu milanès)
- Andreasio 1404-1416
- Supressió del feu pels Gonzaga 1416